# 们发延
们发延（1964年5月—），男，阿昌族，中华人民共和国政治人物。现任民族文化宫党委委员、副主任。第十四届全国政协委员。